# Kapucinuscinege
A kapucinuscinege (Pardaliparus amabilis) a verébalakúak (Passeriformes) rendjébe, ezen belül a cinegefélék (Paridae) családjába tartozó, 12-13 centiméter hosszú, kis termetű madárfaj. Hasa élénksárga, feje fekete, szárnya sötét színezetű, farktollai világosak. A Fülöp-szigetek keleti, erdős szigetein él. Rovarokkal, magokkal és gyümölcsökkel táplálkozik. Az erdőirtások miatt csökken életterülete.

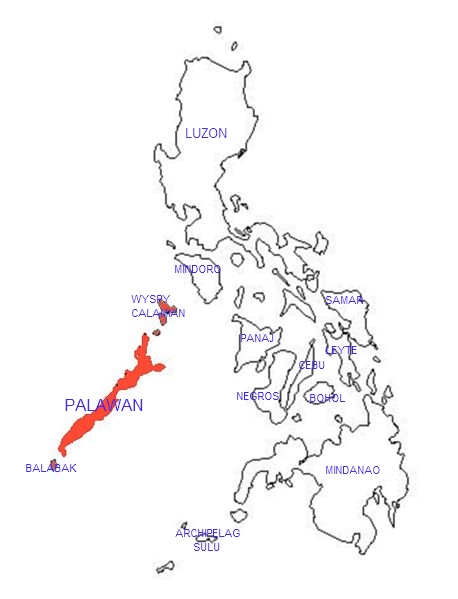

## Külső hivatkozások
- Periparus amabilis
- Periparus amabilis